# Левинзон, Янислав Иосифович
Янисла́в Ио́сифович Левинзо́н (род. 12 июля 1954, Одесса, Украинская ССР, СССР) — советский, украинский и израильский телеведущий, актёр. Участник команды КВН Одесского государственного университета — «Одесские джентльмены».

## Биография

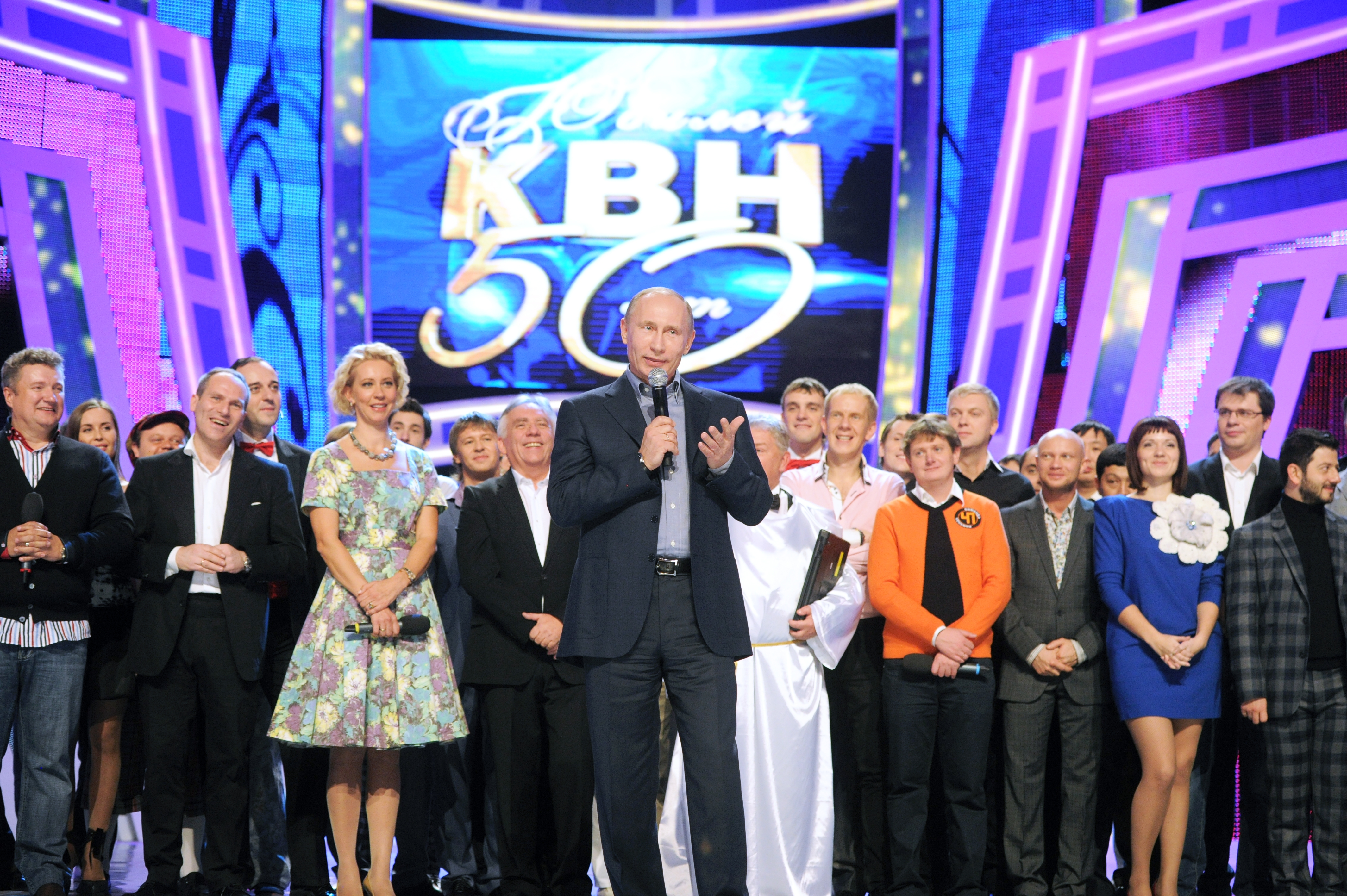
50 лет КВН 2011 год

Окончил физико-математическую школу и Одесский политехнический институт, факультет атомной энергетики.
После окончания ВУЗа работал начальником цеха гальванопластики на одесском заводе «Зонт» (Завод оборудования наукоёмких технологий). Состоял в КПСС.
Затем стал профессионально заниматься сатирой и юмором, сниматься в фильмах.
С 1987 по 1991 год был ведущим актёром эстрадного театра «Клуб одесских джентльменов».
В 1987 году — чемпион Высшей лиги КВН.

### Репатриация в Израиль
В 1991 году репатриировался в Израиль. После репатриации работал на заводе в кибуце, который выпускал солнечные бойлеры.
Когда сборная Израиля впервые встречалась со сборной СНГ в 1992 году, был рабочим, потом дослужился до инженера-технолога. Один из организаторов первой сборной команды КВН Израиля.
Работал в турбизнесе, руководил израильской туристической фирмой «International».
В 1991 году и с 1999 по 2005 год снимался в юмористической программе «Джентльмен-шоу».
В 1994—2002 годах — ведущий, член жюри, арт-директор израильской Лиги КВН, организованной компанией «Odessa-Club». Привлекался последователями КВНовского движения Израиля к участию в играх в качестве ведущего.
С 2002 по 2013 год — телеведущий передачи «Семь-Сорок» на 9 канале израильского телевидения. Также становился членом жюри Высшей лиги.
В 2001—2004 годы вёл телепроекты «Лучшие команды КВН мира в гостях у Яна Левинзона» (в трансляции название звучало: «Лучшие команды КВН мира в гостях на „Израиль Плюс“»); участие в этой передаче принимали команды КВН «Дети лейтенанта Шмидта», ХАИ, «Уральские пельмени», «Уездный город» и «Театр КВН ДГУ». Несколько лет вел рубрику «Анекдот на память. Из коллекции Яна Левинзона» на российском телеканале «Раз ТВ». Исполнял главные роли в спектаклях: «Рыжий город», «Ураган по имени Одесса».
В настоящее время живёт в Израиле, город Нетания. Периодически приезжает на Украину, где работает в различных театральных и телевизионных проектах.

## Личная жизнь
Жена Жанна, две дочери, внуки.

## Фильмография
| Год       |   | Название                       | Роль                                          |
| --------- | - | ------------------------------ | --------------------------------------------- |
| 1971      | ф | Долгие проводы                 | паренёк                                       |
| 1988      | ф | Криминальный талант            | Торба, портной                                |
| 1990      | ф | Заложница                      | Угланков, сосед                               |
| 1990      | ф | Каталажка                      | Жорик Парамустаки, вор-рецидивист             |
| 1990      | ф | Охота на сутенёра              | Борис Белкин «Боб»                            |
| 1991      | ф | Семь дней с русской красавицей | Андриано, турист из Италии                    |
| 1992      | ф | Фанданго для мартышки          | Имя персонажа не указано                      |
| 1999—2005 | с | Джентльмен-шоу                 | разные роли                                   |
| 2001      | с | Дружная семейка                | собачий импресарио (7-я серия «Чушь собачья») |
| 2004      | ф | Казанова поневоле              | подполковник милиции                          |
| 2019      | ф | Голоса за кадром               | Аарон                                         |